# 潛龍諜影 (1998年遊戲)
《潛龍諜影》（台灣與香港舊譯“燃燒坦克”，台灣於PlayStation時期則改譯為“特攻神諜”）是潛龍諜影系列中「Metal Gear Solid」分支的第一款作品，由日本科樂美公司發行、旗下科樂美電腦娛樂日本開發，於1998年9月3日在PlayStation平台正式發售。本作為系列首部採3D即時運算並全程配上語音的作品，全球累計售出超過600萬套，是系列面向大眾市場之評價大幅上昇的關鍵。
本作于1999年在PlayStation和Windows平台推出了加强版《潛龍諜影 完全版》。2004年，重制版《合金装备 孪蛇》在任天堂GameCube平台推出。

## 故事
在武裝基地贊給巴爾（Zanzibar）與BIG BOSS的夢想一起隕歿後六年，在阿拉斯加暗影摩西島（Shadow Moses），高科技部隊「FOXHOUND」與他們帶領的次世代特殊部隊突如其來的起義，佔據了廢棄核子武器研究所。他們自稱「BIG BOSS兒子們」對美國政府要求交付BIG BOSS的遺體和一億美元的贖金。如果24小時以內沒有接受的話，就會發射核彈。
美國政府招集原FOXHOUND司令官Roy Campbell上校為鎮壓作戰的司令官。Campbell上校招集了原FOXHOUND隊員Solid Snake。為了解決這次的恐怖活動，救出2名人質。一邊傳達任務內容，一邊接受各領域的專家們的支持，Snake單獨潛入任務開始了……。

## 登場人物
- Solid Snake（配音員：大塚明夫（日）；David Hayter（英））
前Foxhound成員，IQ達180，能操流利六國語言。活躍於「Outer Heaven危機」及「贊給巴爾事件」，在兩次事變中摧毁了Metal Gear及Big Boss的野心而拯救世界，有「傳說之傭兵」的稱號，被稱為「將不可能化為可能的男人」，是潛入任務中的專家，藏身紙皮箱躲過守衛進行潛入行動的橋段一直就為人津津樂道。從Foxhound離隊後，他一直隱居在阿拉斯加，受到Roy Campbell的請求而參與潛入暗影摩西島的任務。

- Roy Campbell（配音員：青野武（日）；Paul Eiding（英））
舊Foxhound部隊指揮官，亦是這次計劃的行動指揮官，退役上校。雖然已退伍，但他知道唯一能阻止這次危機的人(Solid Snake)的所在，所以被召會成為今次行動的指揮官。曾服役於美國海軍陸戰隊、美國陸軍特種部隊、三角洲特種部隊，最後成為了「舊Foxhound」的成員，從實踐中得到指揮軍略的能力，並成為了隊中副司令官。在Big Boss死後，他廢除了暗號密碼的制度，成立了以人造衛星及高科技驅動的「新生Foxhound」。

- Meryl Silverburgh（配音員：寺瀬今日子（日）；Debi Mae West（英））
Campbell的姪女（事实上是Campbell的亲生女儿）。雖然完成士兵訓練，但沒有實戰經驗。Foxhound叛變當日配屬到Foxhound作為新兵而被卷入事件，並協助Solid Snake解決事件。以身為軍人家族而自豪、努力鍛鍊自己。身為女性卻使用沉重的巨型手槍「沙漠之鷹」。

- Naomi Hunter（配音員：（日）；Jennifer Hale （英））
Foxhound的醫療主管，美人科學家，負責遺傳因子的治療及強化。她是這次行動中的醫療負責人，負責監控Solid Snake的身體狀況。通過注射Nano Machine而提供藥物上的協助。她的真正身份是灰狐（Gray Fox）的义妹。知道Foxdie的秘密，參與計劃的目的就是向Solid Snake報復。

- Hal Emmerich (Otacon)（配音員：田中秀幸（日）；Christopher Randolph （英））
ArmsTech的開發員，戴眼鏡的白人，兵器開發的天才，亦是一位駭客，是這次事件的人質之一。Metal Gear Rex的開發者之一，也是日本動畫迷，Otacon正是Otaku Convention的縮寫。因為他喜歡狗隻，所以喜歡Sniper Wolf，Solid Snake與Wolf第二次作戰時曾哀求Snake不要把Wolf槍殺。

- Mei Ling（配音員：桑島法子（日）；Kim Mai Guest（英））
這次作戰的通訊資料管理員，是麻省工科大學的學生。廣東籍的美裔華人，喜歡在Solid Snake存檔時說一些中國俚語。間碟衛星的管理員，是影像及資料處理專家。這次Solid Snake所使用的新型通信機及雷達也是由她所發明。

- McDonnell Miller (Master Miller)（配音員：銀河萬丈（日）；Cam Clarke（英））
原名McDonnell Miller。曾在日本陸上自衛隊、SAS、陸軍特殊部隊軍団、美國海軍陸戰隊服役，還和Big Boss兩度合作成立和經營傭兵組織，最後成為了Foxhound的教官。當時被稱為「鬼教官」，隊員們對他極為尊敬故稱他為「Master Miller」。現在已辭退了教官之職，在阿拉斯加與大自然一起生活。原本隱居於阿拉斯加，但任務開始前已被殺。任務中假扮他的人就是Liquid Snake。在任務中會教授求生及戰鬥技巧。

- Nastasha Romanenko（配音員：山田榮子（日）；Renee Raudman （英））
軍事評論家，是高科技兵器、核子武器專家，以無線電通訊對Solid Snake作出支援。歷仕於DIA、NSA，接觸過無數國家機密，冷戰後，對於軍事分析員職位的裁汱而令她退職。現在她是自由身的軍事評論員，她會為Snake講解各種武器的構造及功用。在暗影摩西島事件後，她把事件的經過寫成書籍，把這個秘密陰謀公諸於世。

- Deep Throat
神秘人物。偶爾在作戰時提醒Solid Snake，但Solid Snake無法主動連絡他。

- Cyborg Ninja（配音員：盐澤兼人（日）；Rob Paulsen（英））
被Solid Snake懷疑他是Gray Fox。他经过身体强化改造，行動極快，但遇到電磁干擾時就會停止行動。他的高周波刀能夠擋住發射的子彈。

### 新生Foxhound 成員
- Big Boss
前Foxhound部隊總司令官，70年代時以傭兵身份轉戰各地，成就了「最偉大的兵士」的神話。90年代，被任命為新設的不正規戰特殊部隊Foxhound之總司令官。由他的替身Venom Snake成立了獨立武裝國家「OUTER HEAVEN」，但被其基因複製人Solid Snake所阻止。及後他辭退Foxhound逃到中亞成立武裝要塞「贊給巴爾」，再次被Solid Snake擊潰而死亡，他的遺體由軍隊保存。

- Liquid Snake（配音員：銀河萬丈（日）；Cam Clarke（英））
Foxhound部隊的領導人，亦是今次計劃的策劃者。他擁有和Solid Snake相同的面孔，由Big Boss的細胞而複製的人。他認為自己擁有劣性DNA，所以憎恨擁有良性DNA的Solid Snake（事实是，Liquid拥有的才是良性基因，或者说两者的克隆构造至少是互有长短，因为生物学上的“显性/隐性”基因并不能简单以“优/劣”方式划分）。

- Revolver Ocelot（配音員：戶谷公次（日）；Patric Zimmerman（英））
另一个外号是Shalashaska，是一位拷問專家，亦是Liquid Snake的副手。他也是一名西部片迷，所以喜歡使用左輪手槍。愛槍是柯爾特「單動式士兵」左輪手槍。其真实身份是秘密操纵着一切的神秘组织“爱国者（The Patriots）”的间谍。

- Sniper Wolf（配音員：中村尚子（日）；Tasia Valenza（英））
伊拉克庫德人，因不滿美國的背信而參與報復行動。她是一位出色的狙擊兵，能在不吃不喝的情況下，一星期保持狙擊姿勢。因為狙擊任務的需要而有時常服用鎮靜劑的習慣，愛槍是PSG-1狙擊步槍。

- Psycho Mantis（配音員：曾我部和恭（日）；Doug Stone（英））
前KGB成員，懂讀心術，亦擁有強大的心電感應及念動能力。與Solid Snake作戰的時候，他控制Meryl槍殺Snake及自殺，但最後被Solid Snake阻止。

- Vulcan Raven（配音員：堀之紀（日）；Peter Lurie（英））
身形巨大的薩滿教僧，能夠忍受冰冷天氣，擁有極強的精神能力，能單兵直接使用戰鬥機用的M61火神式機砲。

- Decoy Octopus
年齡、經歷以及相關情報皆不詳。精通於變裝的專家，不單是身體特徵還是聲音，連血型都能跟著改變。

## 開發
在遊戲在初步構思時，小島秀夫本想在3DO平台上製作潛龍諜影的第三款作品。但是基於當時3DO主機的銷量不好，故小島決定轉往PlayStation平台上開發系列續作。製作團隊原定遊戲名稱為潛龍諜影3（英語：Metal Gear 3），但因遊戲平台轉移的關係，後決定命名為潛龍諜影（英語：Metal Gear Solid），而在日文與英語標題中的Solid，有說法是要為系列自先前的2D畫面轉向3D畫面作劃分。
遊戲的開發在1995年開始， 當初公開的口號是：「史上最好的PlayStation遊戲」，開發團隊想令遊戲變得緊張和有趣。在開發初期，部署於杭亭頓海灘的SWAT部隊向開發團隊展示了車輛，武器和爆炸品的使用。武器專家毛利元貞也在開發過程中指導開發團隊，例如帶他們到國家訓練中心參觀，還有到Stembridge槍械出租店嘗試射擊槍械。
為了突出遊戲的細節，遊戲裡的每一台桌子都有各自不同的設計。

## 外部連結
- METAL GEAR SOLID 官方網站 （页面存档备份，存于）（日語）
- METAL GEAR SOLID INTEGRAL 官方網站 （页面存档备份，存于）（日語）